# Würfelkönig
Würfelkönig ist ein Kinder- und Würfelspiel des Spieleautors Nils Nilsson. Das Spiel für zwei bis fünf Spieler ab acht Jahren dauert etwa 20 bis 30 Minuten pro Runde. Es ist im Jahr 2017 bei dem Verlag HABA erschienen, 2018 wurde das Spiel für den deutschen Spielegrafikpreis Graf Ludo für die beste Kinderspielgrafik nominiert.

## Thema und Ausstattung
Das Spielmaterial besteht neben einer Spielanleitung aus sechs sechsseitigen Würfeln, die jeweils die Augenwerte 1 bis 6 in drei Farben (rot, gelb und grün) zeigen, sowie 65 Spielkarten, davon 15 Ortskarten, 10 Strafkarten und 40 Bürgerkarten. Bei dem Spiel versuchen die Spieler mit ihren Würfeln jeweils durch Karten vorgegebene Würfelkombination zu werfen und die entsprechenden Karten auf diese Weise zu bekommen. Dabei versuchen sie, möglichst wertvolle Kombinationen zu bekommen, die durch die Kombination mit entsprechenden Ortskarten noch wertvoller werden können.
Thematisch repräsentieren die Spieler jeweils einen König, der für sein Königreich neue Bewohner sucht und Orte gründen möchte. Die Bürgerkarten sind dabei die Bürger, die überzeugt werden sollen, und die Ortskarten die zu gründenden Ortschaften.

## Spielweise
Vor dem Spiel werden die Karten in Ortskarten, Strafkarten und Bürgerkarten sortiert. Die Ortskarten werden nach den fünf Kartenfarben Farben sortiert und pro Farbe sortiert mit den Werten 2 bis 4 aufeinander offen nebeneinander gelegt. Die Strafkarten und Bürgerkarten werden separat gemischt, danach werden die Strafkarten als offener Kartenstapel rechts hinter die Ortskarten und die Bürgerkarten als verdeckter Stapel links unterhalb der Ortskarten abgelegt. Die obersten fünf Bürgerkarten werden von links nach rechts offen unter die Ortskarten ausgelegt und ein Startspieler bekommt die Würfel, um das Spiel zu beginnen.
Das Spiel wird im Uhrzeigersinn gespielt. Der jeweils aktive Spieler nimmt alle Würfel und wirft mit diesen bis zu drei Mal, wobei er bei jedem Wurf beliebig viele Würfel beiseitelegen und auch wieder zum nächsten Wurf hinzunehmen darf. Dabei versucht er, eine der am jeweils unteren Rand der Bürgerkarten dargestellten Würfelkombinationen oder -werte zu erwürfeln und so diese Karte und die darauf verzeichneten Siegpunkte zu gewinnen. Gelingt ihm dies, darf er die entsprechende Bürgerkarte nehmen und wenn diese mit ihrer Farbe zusätzlich mit dem darüberliegenden Ort übereinstimmt, bekommt der Spieler auch diese Ortskarte mit den entsprechenden Siegpunkten. Einzelne Bürgerkarten können dabei auch negative Siegpunktewerte aufweisen, diese kann der Spieler einem anderen Spieler zuweisen. Zusätzlich können die Karten Sonderfunktionen wie einen weiteren Zug oder die Nutzung eines vierten Wurfs ermöglichen, die entsprechend ausgeführt werden. Alle Karten, die ein Spieler im Lauf des Spiels gewinnt, sammelt er offen in einem Königreich-Stapel vor ihm. Kann ein Spieler mit seinem Würfelergebnis keine einzige Bedingung der ausliegenden Bürgerkarten erfüllen, erhält er die oberste Strafkarte und legt diese ebenfalls auf seinen Königreich-Stapel und die letzte offene Bürgerkarte wird ganz rechts in der Reihe verdeckt auf den Ablagestapel gelegt. Zuletzt werden alle Karten nach rechts geschoben und die entstehende Lücke ganz links wird offen durch eine neue Bürgerkarte vom Stapel aufgefüllt.
Das Spiel endet sofort, wenn ein Spieler die letzte Karte vom Nachziehstapel der Bürgerkarten, der Strafkarten oder einem beliebigen Stapel der Ortskarten nimmt. Danach nimmt jeder Spieler seinen Königreich-Stapel und addiert seine Siegpunkte, Minuspunkte werden abgezogen. Gewinner des Spiels ist der Spieler, der die meisten Punkte erreicht hat. Bei einem Gleichstand gewinnt der Spieler mit den wenigsten Minuspunkten im Stapel.

## Versionen und Rezeption
Das Spiel Würfelkönig wurde von dem Spieleautor Nils Nilsson entwickelt und wurde zu den Internationalen Spieletagen 2017 bei dem auf Kinderspiele spezialisierten Verlag HABA in einer multilingualen Version in deutscher, englischer, französischer, spanischer, italienischer und niederländischer Sprache veröffentlicht. 2018 erschien das Spiel zudem als englische („King of the Dice“) und französische („Roi & Compagnie“) sowie in einer spanischen („El Rey de los Dados“) Version.
2018 wurde das Spiel für den deutschen Spielegrafikpreis Graf Ludo für die beste Kinderspielgrafik nominiert.

## Belege
1. 1 2 3 4 5  Spieleanleitung Würfelkönig; abgerufen am 1. September 2018
2. ↑  Würfelkönig, Versionen bei BoardGameGeek. Abgerufen am 1. September 2018.
3. ↑  GRAF LUDO 2018 - Die Auswahlliste (Memento des Originals vom 1. Oktober 2017 im Internet Archive)  Info: Der Archivlink wurde automatisch eingesetzt und noch nicht geprüft. Bitte prüfe Original- und Archivlink gemäß Anleitung und entferne dann diesen Hinweis.; abgerufen am 1. September 2018